# Décima sétima cúpula do BRICS
A Cúpula do BRICS de 2025 será a décima sétima cúpula anual do BRICS, realizada entre os dias 6 e 7 de julho no Rio de Janeiro, Brasil.

## Organização
A Prefeitura do Rio criou o Comitê Rio Brics, que será responsável pela elaboração do "Calendário Brics Rio", que reunirá as iniciativas e atividades do grupo. O comitê também prevê a participação de fóruns e comissões organizados por diversas esferas nacionais e internacionais, abordando questões do bloco emergente.

## Assuntos a serem discutidos
Sob a presidência do Brasil, o BRICS deverá pautar discussões sobre a reforma das instituições de governança global, combate à fome e à pobreza, redução da desigualdade, a promoção do desenvolvimento sustentável, e a Inteligência artificial. Além disso, a criação de um sistema de pagamentos utilizando moedas locais também seria discutida. Entretanto, no dia 21 de fevereiro, o embaixador e secretário de Assuntos Econômicos e Financeiros do Brasil Mauricio Lyrio anunciou que a ideia não será mais discutida durante a presidência brasileira.

## Controvérsias

### Taxa aplicada pelos Estados Unidos
A reunião deverá ocorrer durante um período de tensão com os Estados Unidos, sob a presidência de Donald Trump. Em 30 de janeiro, o então presidente americano afirmou que os países do BRICS podem sofrer uma taxa de no mínimo 100% caso busquem moeda alternativa ao Dólar dos Estados Unidos.
Trump já havia feito a ameaça antes de tomar posse, depois do bloco sinalizar que discutiria a possibilidade de substituir o dólar por outra moeda nas transações entre os países.

### Participação de Vladimir Putin
Vladimir Putin, atual presidente da Rússia, não deve participar da reunião mais uma vez, repetindo a ação de 2023, durante a Décima quinta cúpula do BRICS devido ao mandado de prisão emitido em março de 2023 pelo Tribunal Penal Internacional por crimes de guerra durante a invasão russa da Ucrânia. O Brasil, por ser signatário do Estatuto de Roma, seria obrigado a prender o líder russo no momento em que ele chegasse ao país.

## Participantes

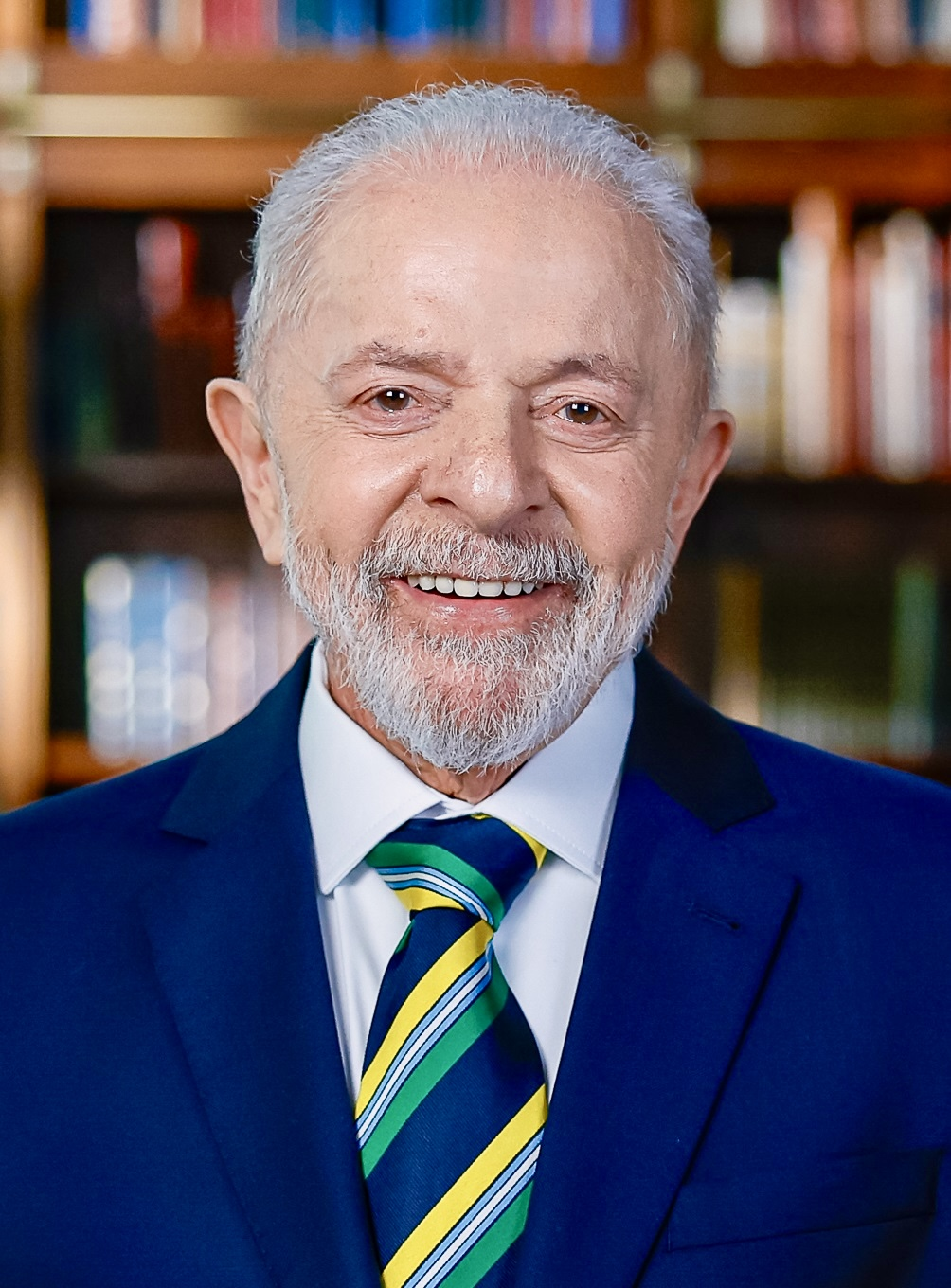
Brasil Presidente Lula da Silva (anfitrião)
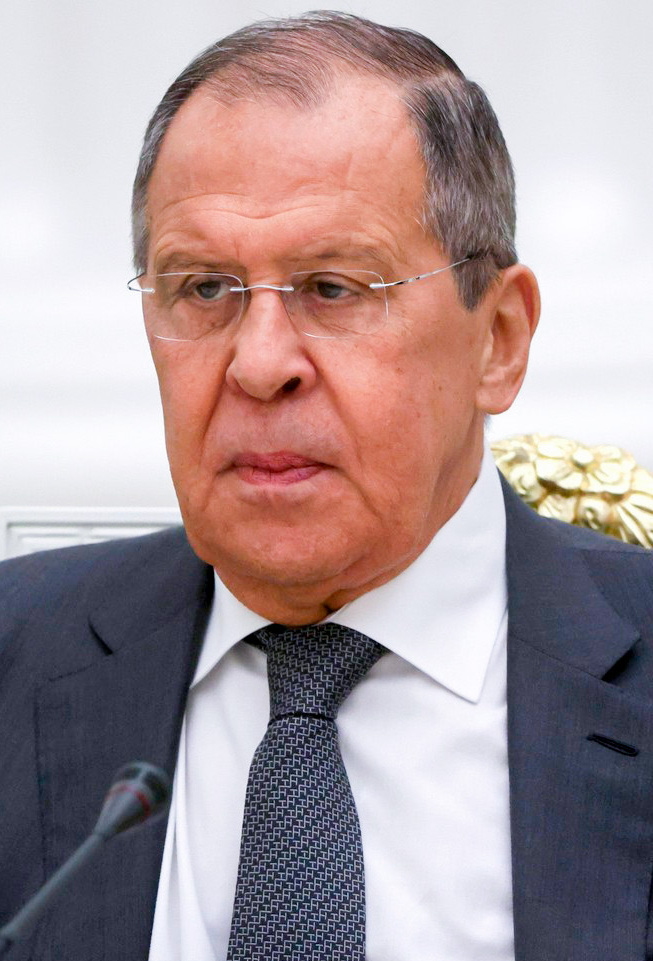
Rússia Sergei Lavrov, Ministro das relações exteriores
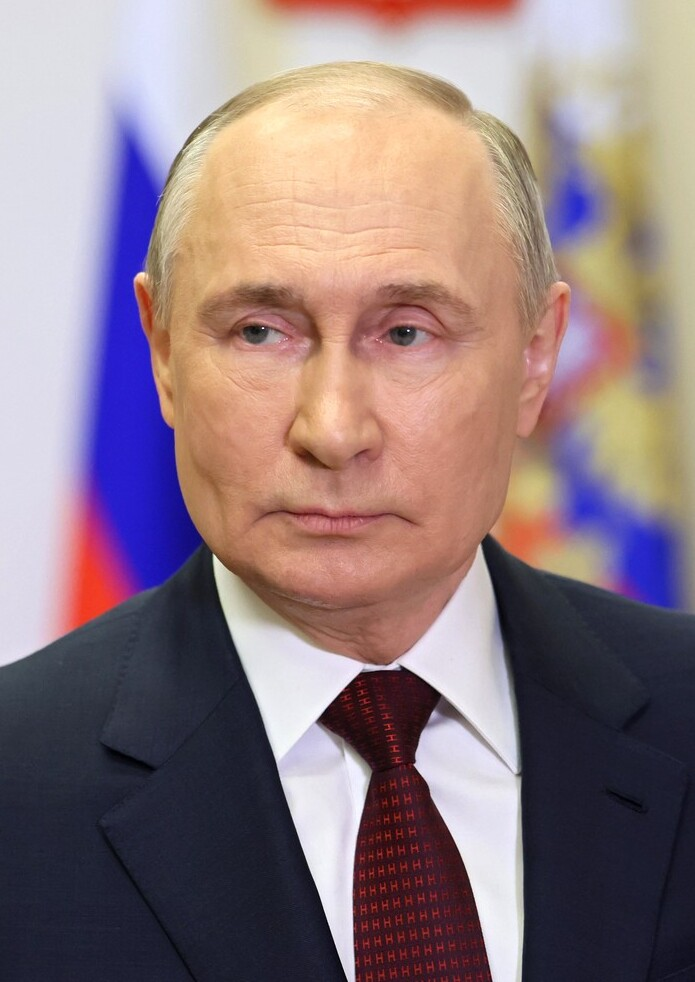
Rússia Presidente Vladimir Putin (vídeoconferência)
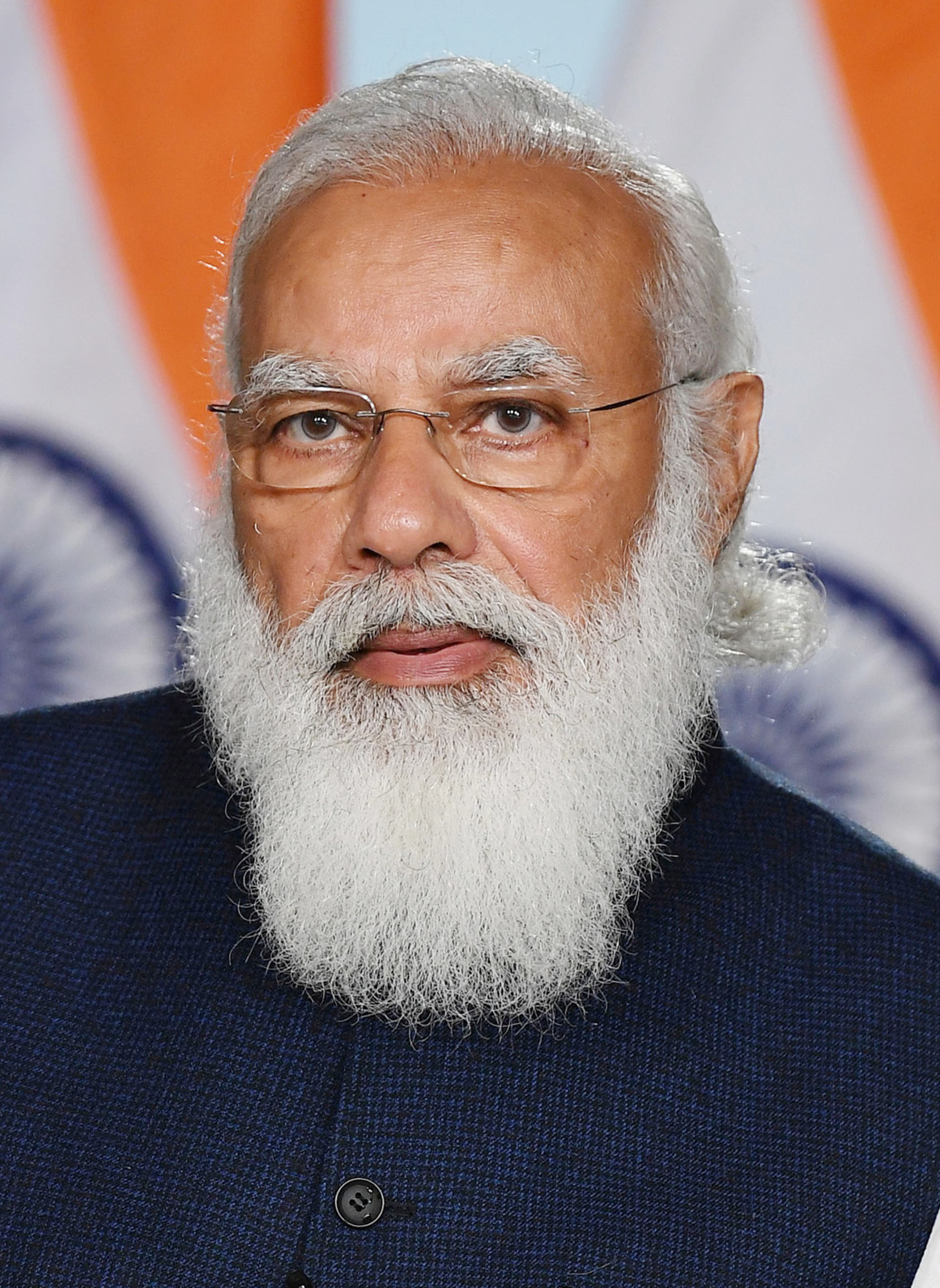
Índia Primeiro-ministro Narendra Modi
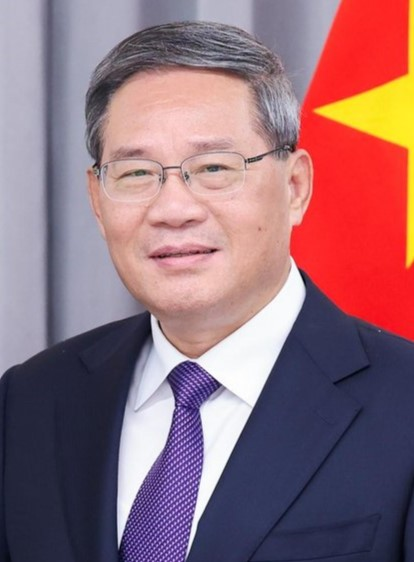
China Primeiro Ministro Li Qiang
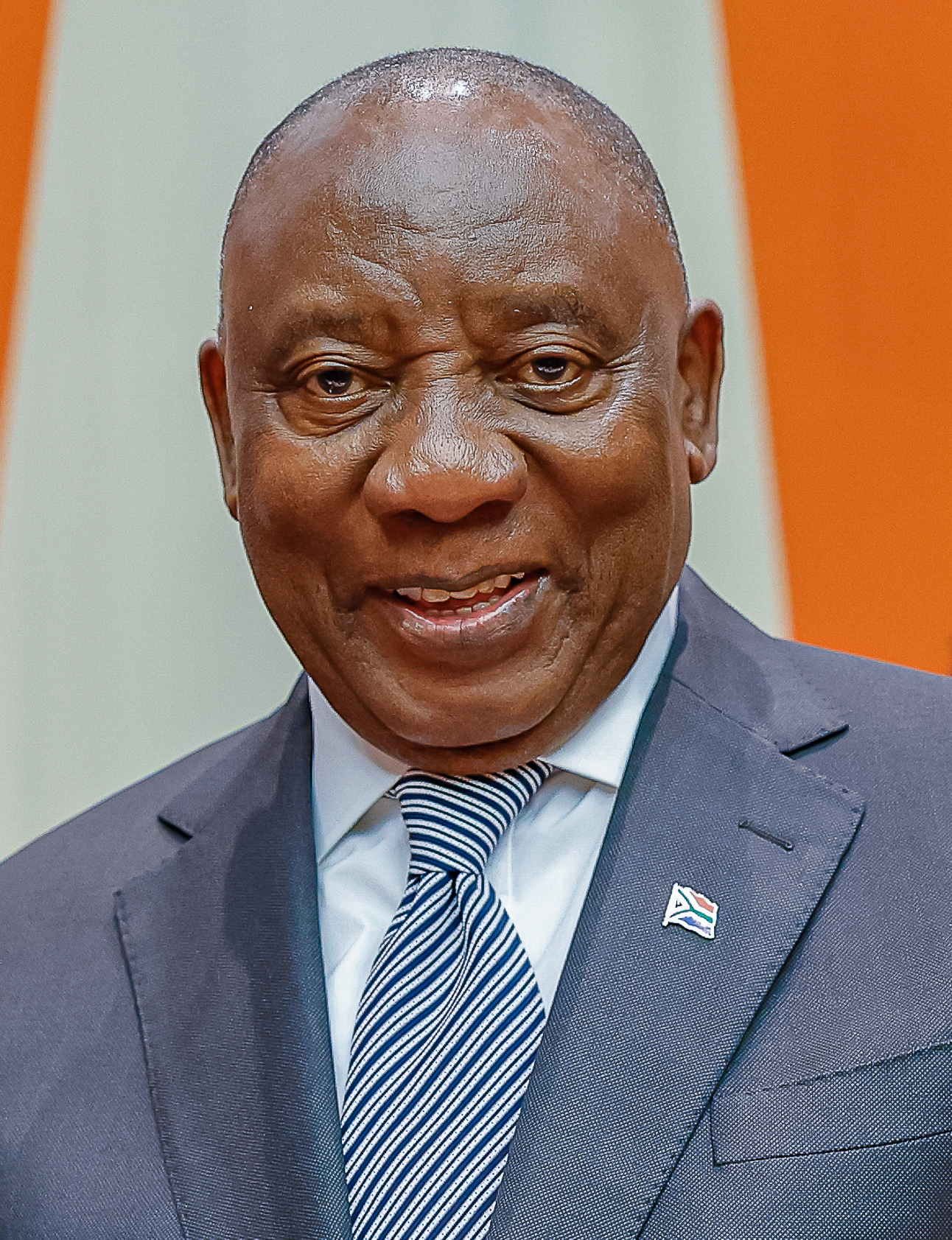
África do Sul Presidente Cyril Ramaphosa
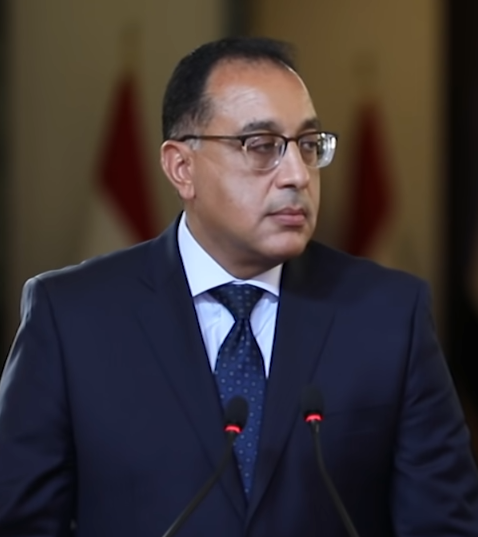
Egito Primeiro Ministro Mostafa Madbouly
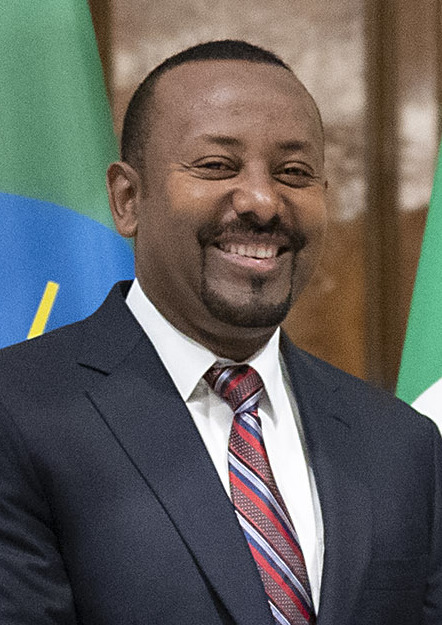
Etiópia Primeiro-ministro Abiy Ahmed Ali
Indonésia Presidente Prabowo Subianto
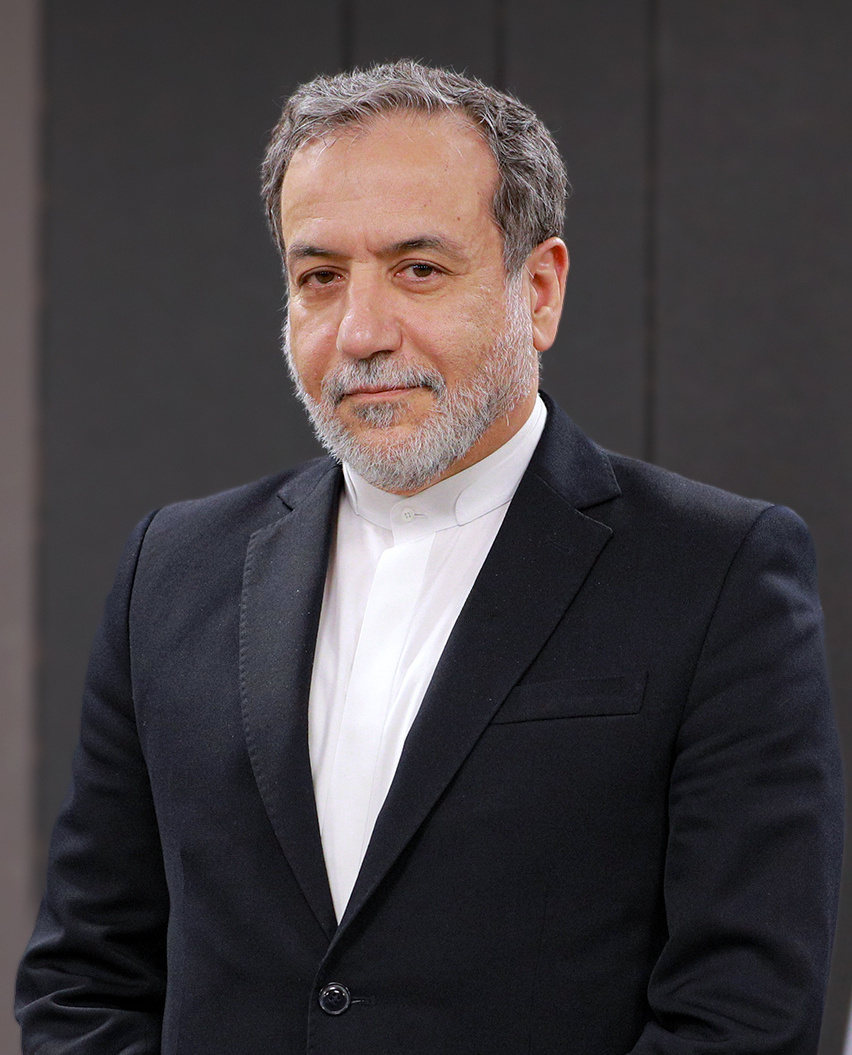
Ministro das relações exteriores Abbas Araghchi
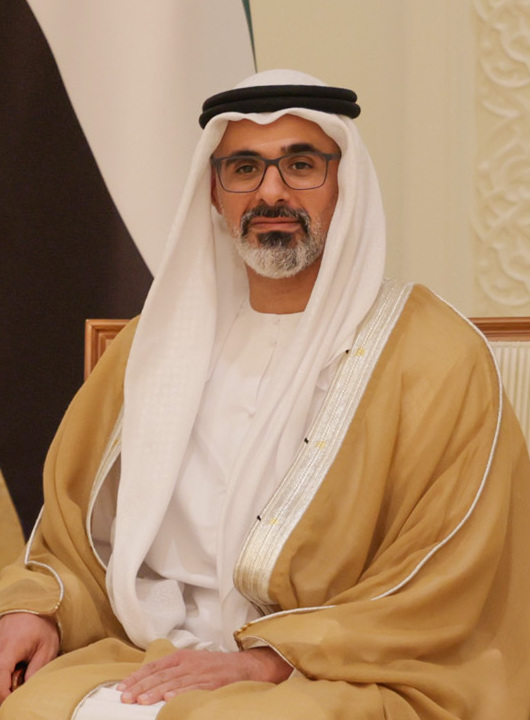
Emirados Árabes Unidos Príncipe Herdeiro Khaled bin Mohamed